# مارك بفيتزنر
مارك بفيتزنر (بالألمانية: Marc Pfitzner)‏ (28 أغسطس 1984 ببراونشفايغ في ألمانيا - ) هو لاعب كرة قدم ألماني في مركز الوسط. لعب مع آينتراخت براونشفايغ وFT Braunschweig ‏.

## وصلات خارجية
- مارك بفيتزنر على موقع قاعدة بيانات كرة القدم.إي يو (الإنجليزية)
- مارك بفيتزنر على موقع بيانات كرة القدم. دي إي (الألمانية)
- مارك بفيتزنر على موقع Soccerway.com (الإنجليزية)
- مارك بفيتزنر على موقع عالم كرة القدم.نت (الإنجليزية)
- مارك بفيتزنر على موقع AS.com (الإسبانية)